# Truncatella pulchella
Truncatella pulchella là một loài ốc trong họ Truncatellidae.

## Miêu tả
Vỏ lớn nhất của loài này từng được ghi nhận là 6.5 mm.

## Hình ảnh

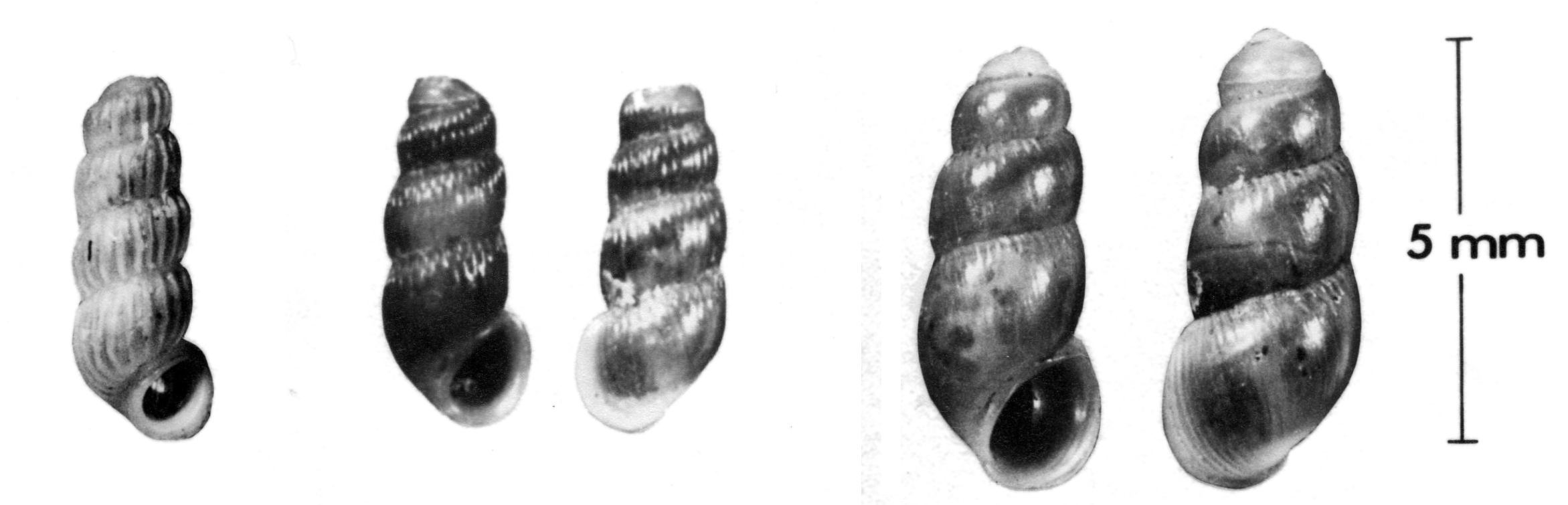